# Габор Пелешкеи
Габор Пелешкеи (мађ. Pölöskei Gábor; Мошонмађаровар, 11. октобар 1960) био је професионални фудбалер који играо на позицији нападача за мађарски прволигашке клубове Раба ЕТО, Ференцварош, МТК ВМ  и фудбалску репрезентацију Мађарске.

## Каријера

### Клуб
Фудбал је почео да игра у Капувару 1970. године. Са 15 година придружио се клубу Раба ЕТО, где је дебитовао у мечу мађарске прве лиге 1978. Године 1979. био је члан победничког тима који је освојио куп Мађарске. Године 1981. прешао је у Ференцварош. Са зелено-белима је освојио два друга места у шампионату Мађарске. Оба пута су изгубили титулу од његовог бившег клуба Рабе Ето. Средином 1980-их, Ференцварош је константно завршавао у средини лигашке табеле и није постигао никакав већи успех. Године 1987. прелази у редове тадашњег шампиона МТК. За четири сезоне, једно друго и једно треће место у првенству били су његови најбољи резултати. Ни овде није успео да освоји шампионат. Између 1991. и 1993. био је фудбалер швајцарског СР Делемона. Након тога је и даље играо у МТК-у, и овде је завршио своју играчку каријеру.

### Репрезентација
Између 1980. и 1987. године наступио је 15 пута за репрезентацију Мађарске и постигао је четири гола. Године 1982. био је члан тима који је учествовао на Светском првенству у Шпанији, где је постигао голове против Салвадора и Аргентине.

### Тренер
У сезони 2000/01. седео је на клупи МТК-а у 28 мечева. У сезони 2008/09. био је главни тренер Бп. Хонведа на укупно 16 утакмица. Био је приморан да оде после пораза од Вашаша 3 : 1 код куће у пролећном уводном колу.

## Достигнућа
- Првенство Мађарске
  - Другопласирани: 
    - 1981/82, 1982/83 (Ференцварош),
    - 1989/90 (МТК-ВМ)

  - Трећепласирани: 
    - 1988/89 (МТК-ВМ)
- Куп Мађарске у фудбалу (КМФ)
  - победник: 1979 (Раба ЕТО)